# Kerstin Kielgaß
Kerstin Kielgaß (ur. 6 grudnia 1969 w Berlinie Wschodnim) – niemiecka pływaczka specjalizująca się w stylu dowolnym, wicemistrzyni olimpijska oraz trzykrotnie brązowa medalistka olimpijska.
Kielgaß jest również dwukrotną mistrzynią Świata i ośmiokrotną mistrzynią Europy, największe sukcesy osiągała w sztafetach.
Jest jedną z ofiar programu dopingowego stosowanego w latach 1976–1988 przez trenerów NRD. Odpowiedzialny za to był Volker Frischke, trener Kielgaß oraz niemieckiej kadry B w latach 1974–1986.